# Prunus cocomilia
Prunus cocomilia es una especie de planta  perteneciente a la familia  Rosaceae.

## Descripción
Es un arbusto de hoja caduca, un poco espinoso, que alcanza un tamaño de 1,50  a 5 metros de altura. Las hojas son obovadas a elípticas con un peciolo de 10-15 mm de largo. La lámina de 20-30 x 15-25 mm, con bordes irregulares, dentados, con un par de glándulas grandes en la base.
Las flores, por 1 o 2 por inflorescencia. miden 20-30 mm de diámetro. El hipanto es en forma de copa. Los pétalos son orbiculares y generalmente de color blanco a veces rosado. La floración se produce en abril. El fruto es una drupa de 2 cm de diámetro, globosa a oval,  de color amarillo, naranja púrpura o negro. Es un poco ácido y comestible.

## Distribución y hábitat
P. cocomilia crece en los bosques de frondosas mixtas, en los bordes de campos y jardines.
Se distribuye a través de Turquía, Italia, la antigua Yugoslavia, Grecia, Líbano y Palestina.

## Taxonomía
Prunus cocomilia fue descrita por Michele Tenore y publicado en [[Fl. Nap. Prod. p. lxviii.  (1811).
Etimología
Ver: Prunus: Etimología
Sinonimia
- Prunus coccumilia Ten.
- Prunus pseudo-armeniaca Heldr. & Sart. ex Boiss.[5]